# İlayda Alişan
İlayda Alişan (* 26. Februar 1996 in Istanbul) ist eine türkische Schauspielerin.

## Leben und Karriere
Alişan wurde am 26. Februar 1996 in Istanbul geboren. Ihr Debüt gab sie 2011 in der Fernsehserie Bir Çocuk Sevdim. Danach spielte sie in den Serien Rüya, Bana Sevmeyi Anlat, Gönül Hırsızı, Benim Adım Gültepe und Serçe Sarayı mit. Außerdem trat Alişan 2017 in Çukur auf. Zwischen 2019 und 2020 bekam sie eine Rolle in der Netflixserie The Protector. 2019 wurde sie für die Serie Şampiyon gecastet. Ihre erste Hauptrolle bekam sie 2021 in Masumiyet.

## Filmografie
Filme
- 2022: İyi Adamın 10 Günü

Serien
- 2011: Bir Çocuk Sevdim
- 2013: Gönül Hırsızı
- 2014: Benim Adım Gültepe
- 2015: Serçe Sarayı
- 2016: Bana Sevmeyi Anlat
- 2017: Rüya
- 2017–2019/2021: Çukur
- 2019–2020: The Protector
- 2019–2020: Şampiyon
- 2021: Terapist
- 2021: Masumiyet
- 2021: Kırmızı Oda
- 2022: Seversin
- 2023: Ateş Kuşları

## Auszeichnungen

### Gewonnen
- 2019: Inflow Award in der Kategorie „Beste Influencerin“[5]
- 2020: Altın Kelebek Award[6]

### Nominiert
- 2019: Karadeniz Technical University Media Awards in der Kategorie „Aufsteigende Schauspielerin des Jahres“
- 2019: Turkey Youth Awards in der Kategorie „Beste Nebendarstellerin“